# Alondra Nelson
Alondra Nelson (Bethesda, 22 aprile 1968) è una sociologa e saggista statunitense. 
Ricercatrice pluripremiata, è professoressa presso la scuola di scienze sociali presso l'Institute for Advanced Study e presiede anche la cattedra Harold F. Linder. Attualmente ricopre il ruolo di vicedirettore per la scienza e la società presso l'Ufficio per la politica scientifica e tecnologica della Casa Bianca. Dal 2017 al 2021 è stata presidente del Consiglio di ricerca in scienze sociali . In precedenza è stata professoressa di sociologia alla Columbia University nella città di New York, dove è stata decana inaugurale delle scienze sociali, nonché direttrice dell'Institute for Research on Women and Gender.
Scrive e tiene conferenze sulle intersezioni tra scienza, tecnologia, medicina e disuguaglianza sociale. È autrice o curatrice di quattro libri tra cui, più recentemente, The Social Life of DNA: Race, Reparations, and Reconciliation after the Genome .

## Vita e formazione
Nelson ha conseguito una laurea in antropologia, magna cum laude, presso l'Università della California, San Diego, nel 1994. Mentre era lì, venne eletta a Phi Beta Kappa . Ha conseguito un dottorato di ricerca. in Studi Americani presso la New York University nel 2003.

## Carriera
Dal 2003 al 2009, è stata assistente professore e professore associato di studi afroamericani e sociologia presso la Yale University, dove ha ricevuto il Poorvu Award per l'eccellenza dello studio interdisciplinare e una Faculty Fellow al Trumbull College . A Yale, Nelson è stata la prima donna afroamericana a entrare a far parte della facoltà del Dipartimento di Sociologia dalla sua fondazione, avvenuta 128 anni prima.
Nelson è stata reclutata alla Columbia university da Yale nel 2009 come professore associato di sociologia e studi di genere. È stata la prima afroamericana ad essere di ruolo nel Dipartimento di Sociologia di questa istituzione. Alla Columbia, ha diretto l'Institute for Research on Women and Gender, è stata la co-direttrice fondatrice del Women's, Gender, and Sexuality Council della Columbia University, ed è stata decana delle scienze sociali per la Facoltà di Lettere e Filosofia e Scienze. Come decana, Nelson ha guidato il primo processo di pianificazione strategica per le scienze sociali presso la Columbia University, ha ristrutturato con successo l'Istituto per la ricerca e la politica sociale ed economica e ha contribuito a stabilire diverse iniziative, tra cui il programma Atlantic Fellows for Racial Equity, la Eric J. Holder Initiative for Civil and Political Rights, il June Jordan Fellowship Program, e il Sabancı Center for Turkish Studies. Ha lasciato la facoltà della Columbia University nel giugno 2019 per assumere la cattedra Harold F. Linder e la cattedra presso l'Institute for Advanced Study .
Nel febbraio 2017, il Consiglio di amministrazione del Consiglio per la ricerca sulle scienze sociali ha annunciato la selezione di Nelson come quattordicesimo presidente e amministratore delegato dell'organizzazione, succedendo a Ira Katznelson . È stata la prima afroamericana, la prima persona di colore e la seconda donna a guidare il Social Science Research Council. Il mandato di Nelson come presidente SSRC si è concluso nel 2021 ed è stato considerato come "trasformativo", in particolare nelle aree dell'innovazione intellettuale e della collaborazione istituzionale.
Prima della sua nomina alla Casa Bianca, Nelson ha fatto parte del consiglio di amministrazione del Data and Society Research Institute, dell'American Association for the Advancement of Science, della Teagle Foundation, del Rockefeller Archive Center e del Center for Research Libraries. È stata anche amministratore della Andrew W. Mellon Foundation, della Russell Sage Foundation e della United States International University Africa a Nairobi, in Kenya.
Attualmente Nelson fa parte del consiglio di amministrazione della Brotherhood/Sister Sol . Dal 2014 al 2017 è stata curatrice accademica per l'YWCA di New York City ed è stata anche membro del comitato di programma. È membro del consiglio per gli affari afroamericani di Monticello e del comitato consultivo dell'Obama Presidency Oral History Project. Nelson è stato giurato per l'inaugurale Aspen Words Literary Prize nel 2017. È stata giurata per l'Andrew Carnegie Fellows Program dal 2018 al 2021.
È stata co-presidente del NAM Committee on Emerging Science, Technology and Innovation e membro del National Academy of Engineering Committee on Responsible Computing Research. È stata anche membro del World Economic Forum Network on AI, the Internet of Things, and the Future of Trust e del Council on Big Data, Ethics and Society. È stato presidente della Sezione Scienza, Conoscenza e Tecnologia dell'American Sociological Association; è stata presidente eletta della Società internazionale per gli studi sociali della scienza dal 2020-2021, ha rinunciato a questo ruolo di leadership quando è entrata a far parte dell'amministrazione Biden.
Nelson è un membro eletto dell'American Academy of Arts and Sciences, dell'American Philosophical Society, della Sociological Research Association e della National Academy of Medicine, e membro eletto dell'American Academy of Political and Social Science. È membro del Council on Foreign Relations .
Nelson è stato uno studioso in visita presso il Max Planck Institute for the History of Science, il BIOS Center for the Study of Bioscience, Biomedicine, Biotechnology and Society presso la London School of Economics, la Bavarian American Academy e l'International Center for Advanced Studies alla New York University.

### Servizio pubblico
Il 16 gennaio 2021, il presidente eletto Joe Biden ha annunciato che avrebbe nominato Nelson vicedirettore dell'Office of Science and Technology Policy (OSTP) per la scienza e la società. I colleghi hanno elogiato la sua nomina come "scelta ispirata" di "un distinto studioso e leader di pensiero", la cui "cultura sulla genetica, la disuguaglianza sociale e la discriminazione medica è profondamente perspicace ed estremamente influente in più campi, in particolare per la sua attenzione all'eccellenza, equità ed equità nell'innovazione scientifica e medica." Altri prevedevano che Nelson avrebbe "aperto... molte porte... per [creare] un governo più inclusivo"; Protocol ha affermato che era "l'incarnazione" dell'impegno del candidato Biden "a portare una lente sui diritti civili in tutte le politiche della sua amministrazione, inclusa la politica tecnologica". La rivista Science ha riferito che la nomina di Nelson rifletteva la preoccupazione del presidente Biden per il modo in cui "i benefici della scienza e della tecnologia rimangono distribuiti in modo non uniforme attraverso le linee razziali, di genere, economiche e geografiche".
All'OSTP, Nelson sovrintende al lavoro della task force sull'integrità scientifica, un organismo interagenzia incaricato nel "Memorandum on Restoring Trust in Government Through Scientific Integrity and Evidence-Based Policymaking" del presidente Biden di rivedere le politiche e le pratiche di integrità scientifica nel governo federale governo, compresi i casi di indebita interferenza politica nella ricerca scientifica e la distorsione di dati e risultati scientifici e tecnologici. Il suo portfolio comprende anche politiche sulla scienza aperta e politiche per ampliare la partecipazione ai campi STEM. Co-presiede l'Equitable Data Working Group, un organismo istituito dal presidente Biden con l'ordine esecutivo 13985, che promuove l'equità razziale e sostiene le comunità meno abbienti attraverso il governo federale.

## Scrittura
Nelson fa ricerca e scrive sulle intersezioni tra scienza, tecnologia, medicina e disuguaglianza sociale. È una pioniera nello studio della razza e della tecnologia, un campo di indagine che ha contribuito a stabilire alla fine degli anni '90. Nominata da Black Voices una dei "13 Notable Blacks In Technology", ha fondato e guidato la comunità online di Afrofuturism nel 1998 e ha curato un numero speciale omonimo della rivista Social Text nel 2002. Fa anche parte di un piccolo gruppo di teorici sociali dell'afrofuturismo . In particolare, il suo saggio del 2002 "Future Texts" fornisce informazioni sull'accesso iniquo alle tecnologie. Nelson ha spiegato l'afrofuturismo come un modo di guardare alla posizione soggettiva delle persone di colore che copre temi di alienazione e aspirazioni per un futuro migliore. Inoltre, Nelson osserva che le discussioni su razza, accesso e tecnologia spesso rafforzano affermazioni acritiche sul "divario digitale". L'inquadratura del divario digitale, sostiene, potrebbe enfatizzare eccessivamente il ruolo dell'accesso alla tecnologia nella creazione di disuguaglianza rispetto ad altri fattori di disuguaglianza. Notando il lavoro di stereotipizzazione razziale del concetto di "divario digitale", scrive: "Il nero viene concepito come sempre in opposizione alle cronache del progresso guidate dalla tecnologia". E continua, "Le previsioni di un futuro utopico senza razza (per alcuni) e le dichiarazioni del distopico digitale divide sono i discorsi predominanti dell'afroamericanità e tecnologia nella sfera pubblica. Ciò che conta è meno di una scelta tra queste due narrazioni... e più ciò che hanno in comune: vale a dire il presupposto che la razza sia una responsabilità nel ventunesimo secolo... sia trascurabile o prova di negligenza."
È co-editore con Keith Wailoo e Catherine Lee di Genetics and the Unsettled Past: The Collision of DNA, Race, and History . Nelson è anche co-editore, con Thuy Linh N. Tu, di Technicolor: Race, Technology and Everyday Life , una delle prime opere accademiche che esaminano le politiche razziali della tecnocultura contemporanea.
Il suo libro Body and Soul: The Black Panther Party and the Fight Against Medical Discrimination è stato elogiato da Publishers Weekly come meritevole di "encomio per la sua premurosità e completezza", è stato notato come "un lavoro tanto necessario e importante che stabilirà lo standard per gli studiosi " dall'American Historical Review, ed è stato salutato dal principale studioso Henry Louis Gates, Jr. come "una rivelazione" e "un libro tremendamente importante". Body and Soul è stato riconosciuto con diversi premi e ha ispirato un numero speciale di ottobre 2016 dell'American Journal of Public Health sull'eredità sanitaria del Black Panther Party, che Nelson ha co-curato. Questo libro è stato premiato con diversi premi, tra cui il premio per il libro Mirra Komarovsky.
Kirkus Reviews ha descritto The Social Life of DNA: Race, Reparations, and Reconciliation After the Genome, il libro di Nelson sugli usi dei test genetici nelle comunità nere, come un lavoro "meticolosamente dettagliato" che "aggiunge un altro capitolo alla cupa storia dell'ingiustizia verso gli afro-americani, ma... uno in cui la scienza sta arricchendo la vita forgiando nuove identità e connessioni con le patrie ancestrali". La scrittrice Isabel Wilkerson ha definito il libro come il lavoro di "uno degli studiosi più dotati di questa generazione". The Social Life of DNA ha ricevuto una menzione d'onore per il premio del libro Diana Forsythe, è stato finalista per l'Hurston/Wright Legacy Award 2017 per la saggistica ed è stato nominato libro preferito del 2016 dal Wall Street Journal . Il libro è stato pubblicato in una traduzione araba nel 2017.
I suoi scritti e commenti sono apparsi su The New York Times, The Washington Post, The Boston Globe, The Guardian (London) e The Chronicle of Higher Education, tra le altre pubblicazioni.

## Premi e riconoscimenti
Nelson ha ricevuto numerosi premi, riconoscimenti e distinzioni nel corso della sua carriera:
- Phi Beta Kappa, Università della California, San Diego, 1994
- Henry Mitchell MacCracken Fellowship e Dean's Fellowship, New York University, 1995
- Borsa di studio per tesi di laurea, Skidmore College, 2000
- Ann E. Plato Predoctoral Fellowship, Trinity College, 2001
- Borsista non residente, WEB Du Bois Institute, Università di Harvard, 2005
- Poorvu Family Award per l'eccellenza nell'insegnamento interdisciplinare, Yale University, 2006
- Borsa di studio per la diversità post-dottorato della Fondazione Ford, 2006
- Borsa di studio per il miglioramento della carriera per docenti junior, Woodrow Wilson National Fellowship Foundation e Andrew W. Mellon Foundation, 2006
- Borsa di studio per docenti junior, Università di Yale, 2006
- Fellow, Centro Internazionale di Studi Avanzati, New York University, 2007
- Fellow, Istituto Max Planck per la storia della scienza, Berlino, 2011
- Mirra Komarovsky Book Award per Corpo e Anima, 2012
- American Sociological Association Distinguished Contribution to Scholarship Book Award for Body and Soul, 2012
- Premio Letitia Woods Brown per Corpo e Anima, 2012
- Premio per il miglior libro dell'Association for Humanist Sociology for Body and Soul, 2012
- Premio C. Wright Mills (finalista) per Corpo e anima, 2012
- Just Wellness Award dal Third Root Community Health Center for Body and Soul, un "lavoro al nesso tra guarigione e giustizia sociale", 2013[36]
- Premio Cultura e Filosofia afroamericana, Purdue University, 2014
- Visiting Fellow, Academy of Advanced African Studies, University of Bayreuth, 2014
- Un libro preferito del 2016, The Wall Street Journal per la vita sociale del DNA, 2016
- Premio Hurston/Wright Legacy per la saggistica (finalista) per La vita sociale del DNA, 2017
- Eletto membro, Associazione di ricerca sociologica, 2017
- Eletto membro dell'Accademia americana di scienze politiche e sociali, 2018
- Eletto membro dell'Hastings Center, 2018
- Le 35 migliori donne nell'istruzione superiore, diverse: problemi nell'istruzione superiore, 2020[37]
- Premio Diana Forsythe (menzione d'onore) dal Committee for the Anthropology of Science, Technology & Computing e dalla Society for the Anthropology of Work dell'American Anthropological Association for The Social Life of DNA, 2020
- Premio Morison, che riconosce individui eccezionali che combinano valori umanistici con efficacia negli affari pratici, in particolare nella scienza e nella tecnologia, Massachusetts Institute of Technology, 2020
- Eletto membro, Accademia americana delle arti e delle scienze, 2020[38]
- Eletto membro, American Philosophical Society, 2020[39]
- Eletto membro, National Academy of Medicine, 2020[40]
- Dottore in lettere umane, honoris causa, CUNY : The City College of New York, 2021[41]

## Vita privata
È nata a Bethesda, nel Maryland, nel 1968, figlia di Robert Nelson, membro di carriera della Marina degli Stati Uniti e sottufficiale capo in pensione, e Delores Nelson, crittografo e analista di sistema per l'esercito e il Dipartimento della difesa degli Stati Uniti. La maggiore di quattro fratelli, è cresciuta a San Diego, in California . Nelson ha una sorella, Andrea, e due fratelli, Robert e Anthony. Ha frequentato la University of San Diego High School, una scuola preparatoria privata e mista.
Nelson è sposata con Garraud Etienne, un dirigente di un'associazione no-profit. In precedenza era stata sposata con Ben Williams, editore digitale di GQ e New York Magazine; successivamente è stata legata sentimentalmente allo studioso di diritto Randall Kennedy per diversi anni.